# 品田彩来
品田 彩来（しなだ あやき、1992年9月15日 - ）は、東京都出身の元女子サッカー選手。現役時代のポジションはミッドフィールダー、ディフェンダー。

## 来歴
兄の影響でサッカーを始め、小学校時代は男子チームでプレーした。中学校時代は日テレ・メニーナに所属、同期には岩渕真奈がいた。2008年、岡山県作陽高等学校に進学。高校卒業後、アメリカ・ケンタッキー州のリンジー・ウィルソン・カレッジへ進学。アメリカ大学リーグNAIAで2年次（2012年）と4年次（2014年）に2度の全米選手権制覇を経験し、2014年大会最優秀オフェンシブプレーヤー賞を受賞。在学期間中のサマーリーグではニューヨーク・マジックでもプレーした。
大学卒業後、アメリカの女子サッカープロリーグ・NWSLの公開トライアウトに参加し、ポートランド・ソーンズFCからプレシーズンキャンプ参加の打診を受けるも契約には至らなかった。その後、ボストン・ブレイカーズのリザーブチームでプレーした。
2015年7月、スウェーデン女子2部リーグのクングスバッカDFFと契約し、ハーフシーズンで15試合に出場。
2016年、フィンランド女子1部リーグのオーランド・ユナイテッドへ移籍。自身初となるプロ契約を結び、23試合出場2得点3アシストの成績を残す。同チームとの契約終了後、欧州リーグの移籍期間が開始になるまで日本のチャレンジリーグに所属するNGUラブリッジ名古屋に2017年4月まで参加。
2017年5月よりスペイン女子1部リーグ移籍のために数チームの練習に参加し、同年6月にRCDエスパニョールと契約に合意。
2020年1月、2019年より在籍したビジャレアルCFを退団し、引退した。